# Plestiodon multivirgatus
Espèce
Synonymes
- Plestiodon multivirgatum Hallowell, 1857
- Eumeces multivirgatus (Hallowell, 1857)
- Eumeces epipleurotum Cope, 1880

Statut de conservation UICN

 LC  : Préoccupation mineure
Plestiodon multivirgatus est une espèce de sauriens de la famille des Scincidae.

## Répartition

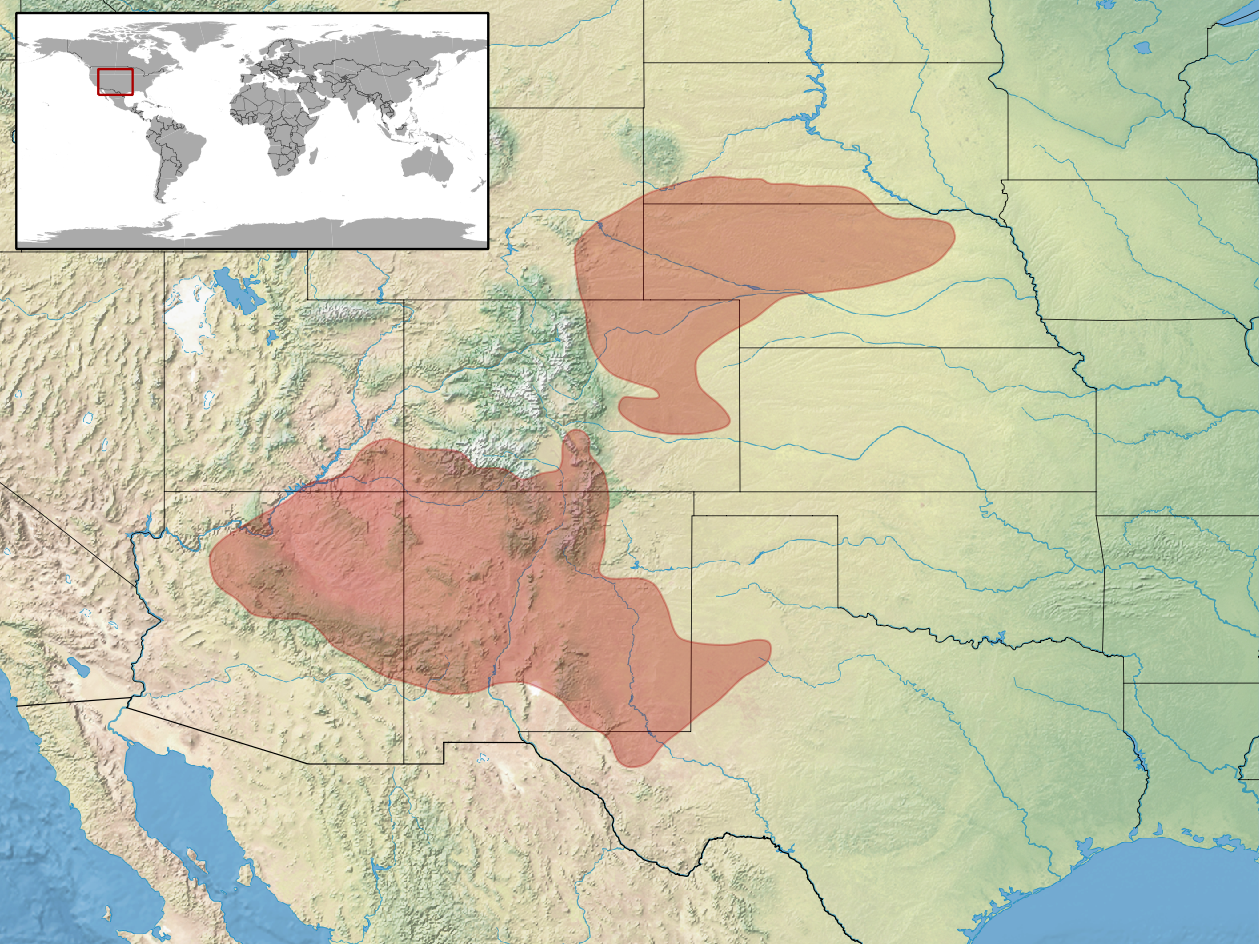
Répartition de l'espèce.

Cette espèce est endémique des États-Unis. Elle se rencontre dans le sud-est du Wyoming, dans le Dakota du Sud, dans le Nebraska, dans le Colorado, dans le sud de l'Utah, dans le nord-est de l'Arizona, dans le Nouveau-Mexique et dans l'ouest du Texas.

## Liste des sous-espèces
Selon The Reptile Database (27 novembre 2012) :
- Plestiodon multivirgatus epipleurotus (Cope, 1880)
- Plestiodon multivirgatus multivirgatus Hallowell, 1857

## Publications originales
- Cope, 1880 : On the zoological position of Texas. Bulletin of the United States National Museum, no 17, p. 1-51 (texte intégral).
- Hallowell, 1857 : Description of several new North American Reptiles. Proceedings of the Academy of Natural Sciences of Philadelphia, vol. 9, p. 215-216 (texte intégral).